# Acetecetsav dekarboxiláz

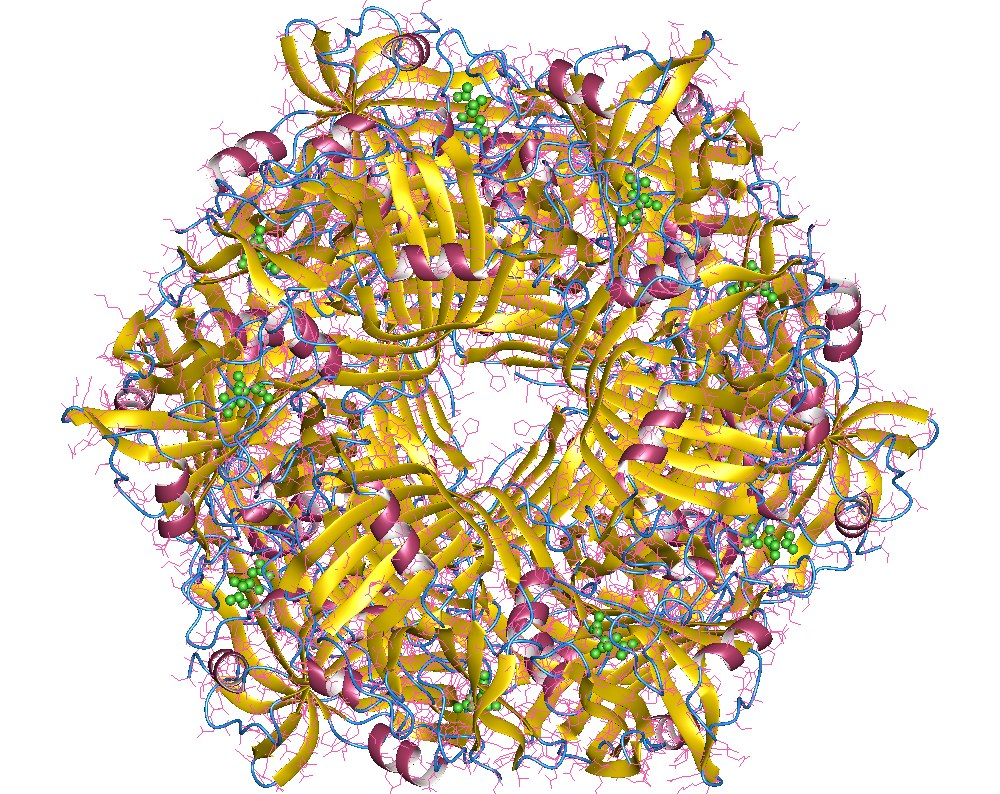
Acetecetsav dekarboxiláz dodekamer, Legionella pneumophila.

Az acetecetsav dekarboxiláz enzim szisztematikus néven acetecetsav karboxi-liáz (aceton képző) a következő enzimreakciót katalizálja
acetecetsav + H+ {\displaystyle \rightleftharpoons } aceton + CO2
Az acetecetsav egy béta-ketosav, ezért enzim nélkül is észlelhető sebességgel bomlik. Az acetecetsav szénhidrátszegény étkezés, éhezés vagy cukorbetegség esetén képződhet nagyobb mennyiségben (ketózis), „erőltetett” glukoneogenezis hatására.